# Фузе, Франц
Франц Фу́зе (нем. Franz Fuhse; 21 ноября 1865, Луттер-ам-Баренберге — 2 ноября 1937, Брауншвейг) — немецкий историк искусства.
Учился в Гёттингенском и Лейпцигском университетах. В 1891—1898 гг. хранитель Германского национального музея в Нюрнберге, в 1898—1932 гг. — Государственного музея в Брауншвейге.
Составил (в соавторстве с К. Ланге) сборник «Письменное наследие Альбрехта Дюрера» (нем. Dürers schriftlicher Nachlass; 1893).